# Canowindra (pez)
Canowindra es un género extinto de sarcopterigio, que existió durante el periodo Devónico Superior (hace 374 a 359 millones de años). El género se conoció a partir de un ejemplar bien conservado, llamado Canowindra grossi, en honor al profesor Walter Gross, quien estudió los sarcopterigios durante su carrera, y por el pueblo de Australia en el cual fue encontrado, Canowindra. Canowindra grossi era en apariencia de pequeño tamaño (cerca de 50 cm) y pertenece a la familia Canowindridae. 
Al igual que muchos sarcopterigios, Canowindra grossi podría extraer oxígeno tanto del agua a través de sus branquias o directamente desde el aire a través de sus pulmones. Pudo haberse ayudado con el aire de sus pulmones para controlar su flotabilidad en el agua. Su cuerpo estaba cubierto de escamas óseas sólidas.